# 888년

## 연호
- 당(唐) 광계(光啓) 4년 / 문덕(文德) 원년
- 일본(日本) 닌나(仁和) 4년

## 기년
- 당(唐) 희종(僖宗) 15년
- 신라(新羅) 진성여왕(眞聖女王) 2년
- 발해(渤海) 대현석(大玄錫) 18년

## 사건
- 신라, 삼대목 편찬.
- 11월 17일 - 신라, 무염(無染) 사망

## 탄생
- 10월 20일 - 오대십국시대 후량의 제3대 황제 주우정. (~923년)

### 미상
- 고려(高麗)의 문신(文臣) 장정필(張貞弼). (?~)

## 사망
- 1월 13일 - 카롤링거 왕조 출신의 신성 로마 제국 황제 카를 3세 크라수스. (839년~)

### 미상
- 신라의 상대등, 정치인 김위홍(金魏弘). (?~)